# Чужестранка (телесериал)
«Чужестра́нка» (англ. Outlander) — драматический фантастический телесериал совместного производства Великобритании и США, основанный на одноимённой серии романов Дианы Гэблдон. Премьерный показ состоялся 9 августа 2014 года в США на кабельном телеканале Starz. В России и СНГ сериал показывает Sony Entertainment Television. Вышли семь сезонов.  В январе 2023 года канал продлил телесериал на восьмой сезон, который станет последним и будет состоять из 10 эпизодов.

## Сюжет
В центре сюжета жизнь Клэр Рэндалл, служившей медсестрой в действующей армии во время Второй мировой. По непонятным причинам молодая женщина перемещается во времени из 1945 года в 1743 год. Там назревает гражданская война и Клэр встречает раненого шотландца Джейми Фрейзера. Теперь ей нужно научиться жить в новом мире по новым правилам.
| Сезон | Серии | Серии | Даты показа      | Даты показа      |
| Сезон | Серии | Серии | Первая серия     | Последняя серия  |
| ----- | ----- | ----- | ---------------- | ---------------- |
| 1     | 16    | 8     | 9 августа 2014   | 27 сентября 2014 |
| 1     | 16    | 8     | 4 апреля 2015    | 30 мая 2015      |
| 2     | 13    | 13    | 9 апреля 2016    | 9 июля 2016      |
| 3     | 13    | 13    | 10 сентября 2017 | 10 декабря 2017  |
| 4     | 13    | 13    | 4 ноября 2018    | 27 января 2019   |
| 5     | 12    | 12    | 16 февраля 2020  | 10 мая 2020      |
| 6     | 8     | 8     | 6 марта 2022     | 1 мая 2022       |
| 7     | 16    | 8     | 16 июня 2023     | 11 августа 2023  |
| 7     | 16    | 8     | 22 ноября 2024   | 17 января 2025   |
| 8     | 10    | 10    | TBA              | TBA              |

## В ролях
= Главная роль в сезоне
     = Второстепенная роль в сезоне
     = Гостевая роль в сезоне
     = Не появляется
| Актёр                 | Персонаж                             | Появление в сезонах | Появление в сезонах | Появление в сезонах | Появление в сезонах | Появление в сезонах | Появление в сезонах | Появление в сезонах | Появление в сезонах |
| Актёр                 | Персонаж                             | 1                   | 2                   | 3                   | 4                   | 5                   | 6                   | 7                   | Эпизоды             |
| --------------------- | ------------------------------------ | ------------------- | ------------------- | ------------------- | ------------------- | ------------------- | ------------------- | ------------------- | ------------------- |
| Катрина Балф          | Клэр Рэндалл / Фрейзер               | 16                  | 13                  | 13                  | 13                  | 12                  | 8                   | 16                  | 91                  |
| Сэм Хьюэн             | Джеймс «Джейми» Фрейзер              | 15                  | 13                  | 13                  | 12                  | 12                  | 8                   | 16                  | 89                  |
| Тобайас Мензис        | Фрэнк Рэндалл                        | 8                   | 2                   | 3                   | 1                   |                     |                     |                     | 14                  |
| Тобайас Мензис        | Джонатан «Чёрный Джек» Рэндалл       | 8                   | 5                   | 1                   |                     |                     |                     |                     | 14                  |
| Грэм Мактавиш         | Дугал Маккензи                       | 12                  | 5                   |                     |                     |                     |                     |                     | 17                  |
| Грэм Мактавиш         | Уильям «Бак» Маккензи                |                     |                     |                     |                     | 2                   |                     | 1                   | 3                   |
| Данкан Лакруа         | Ме́рта Фицгиббонс Фрейзер             | 13                  | 12                  | 2                   | 8                   | 5                   |                     |                     | 40                  |
| Грант О’Рурк          | Руперт Маккензи                      | 13                  | 4                   | 1                   |                     |                     |                     |                     | 19                  |
| Стивен Уолтерс        | Ангус Мор                            | 13                  | 2                   |                     |                     |                     |                     |                     | 15                  |
| Гэри Льюис            | Ко́лум Маккензи                       | 5                   | 2                   |                     |                     |                     |                     |                     | 7                   |
| Лотта Вербек          | Ге́йлис Данкан / Гиллиан Эдгарс       | 5                   | 1                   | 2                   |                     |                     |                     | 2                   | 10                  |
| Билл Патерсон         | Эдвард «Нед» Гоуэн                   | 7                   |                     | 1                   |                     |                     |                     |                     | 8                   |
| Саймон Кэллоу         | Кларенс Мэрилбоун, герцог Сандрингем | 1                   | 4                   |                     |                     |                     |                     |                     | 5                   |
| Лора Доннелли         | Дженет «Дженни» Фрейзер Мюррей       | 4                   | 1                   | 3                   |                     |                     |                     |                     | 8                   |
| Дуглас Хеншолл        | Тэран Маккуорри                      | 4                   |                     |                     |                     |                     |                     |                     | 4                   |
| Стивен Кри            | Иан Мюррей-старший                   | 3                   | 1                   | 4                   | 1                   |                     |                     | 2                   | 11                  |
| Стэнли Вебер          | граф Сен-Жермен                      |                     | 6                   |                     |                     |                     |                     |                     | 6                   |
| Эндрю Гауэр           | принц Карл Эдуард Стюарт             |                     | 9                   | 1                   |                     |                     | 1                   |                     | 11                  |
| Рози Дэй              | Мэри Хокинс                          |                     | 6                   |                     |                     |                     |                     |                     | 6                   |
| Доминик Пинон         | мастер Рэймонд                       |                     | 5                   |                     |                     |                     |                     | 1                   | 6                   |
| Фрэнсис де ла Тур     | матушка Хильдегард                   |                     | 4                   |                     |                     |                     |                     |                     | 4                   |
| Нелл Хадсон           | Ли́ри Маккензи                        | 6                   | 1                   | 1                   | 1                   |                     |                     | 1                   | 10                  |
| Ричард Рэнкин         | Роджер Маккензи 1                    |                     | 1                   | 2                   | 10                  | 12                  | 8                   | 14                  | 47                  |
| Софи Скелтон          | Брианна «Бри» Фрейзер Маккензи 2     |                     | 1                   | 3                   | 10                  | 12                  | 8                   | 14                  | 48                  |
| Дэвид Берри           | лорд Джон Уильям Грей 3              |                     |                     | 4                   | 3                   | 4                   | 1                   | 8                   | 20                  |
| Джон Белл             | Иан Мюррей-младший                   |                     |                     | 5                   | 10                  | 5                   | 7                   | 16                  | 43                  |
| Сезар Домбой          | Фергюс Клодель Фрейзер 4             |                     |                     | 7                   | 5                   | 10                  | 4                   |                     | 26                  |
| Лорен Лайл            | Марсали Маккимми Фрейзер             |                     |                     | 6                   | 5                   | 10                  | 4                   |                     | 25                  |
| Ричард Диллэйн        | капитан Рейнс                        |                     |                     | 2                   |                     |                     |                     |                     | 2                   |
| Эдвард Спелирс        | Стивен Боннет                        |                     |                     |                     | 7                   | 5                   |                     |                     | 12                  |
| Мария Дойл-Кеннеди    | Джокаста Маккензи Кэмерон            |                     |                     |                     | 5                   | 5                   | 1                   |                     | 11                  |
| Колин Макфарлейн      | Улис                                 |                     |                     |                     | 5                   | 5                   |                     |                     | 10                  |
| Натали Симпсон        | Федра                                |                     |                     |                     | 5                   |                     |                     |                     | 5                   |
| Танту Кардинал        | Адавэхи                              |                     |                     |                     | 2                   |                     |                     |                     | 2                   |
| Кейтлин О’Райан       | Лиззи Уимс                           |                     |                     |                     | 6                   | 10                  | 8                   | 2                   | 26                  |
| Брейден Кларк         | Кахеротон                            |                     |                     |                     | 4                   |                     | 1                   |                     | 5                   |
| Грегори Доминик Оджиг | Сатехоронис                          |                     |                     |                     | 3                   |                     |                     |                     | 3                   |
| Билли Бойд            | Джеральд Форбс                       |                     |                     |                     | 1                   | 3                   |                     |                     | 4                   |
| Кармен Мур            | Вакатиоста                           |                     |                     |                     | 2                   |                     |                     |                     | 2                   |
| Том Джексон           | Тевахсехкве                          |                     |                     |                     | 2                   |                     | 1                   |                     | 3                   |
| Крис Ларкин           | Ричард Браун                         |                     |                     |                     |                     | 4                   | 3                   | 1                   | 8                   |
| Нед Деннехи           | Лайонел Браун                        |                     |                     |                     |                     | 4                   | 3                   |                     | 7                   |
| Марк Льюис Джонс      | Том Кристи                           |                     |                     |                     |                     |                     | 7                   | 2                   | 9                   |
| Глен Гулд             | вождь Птица                          |                     |                     |                     |                     |                     | 3                   |                     | 3                   |
| Саймон Р. Бейкер      | Стоячая Вода                         |                     |                     |                     |                     |                     | 3                   |                     | 3                   |
| Чарльз Вандерваарт    | Уильям Рэнсом                        |                     |                     |                     |                     |                     |                     | 12                  | 12                  |
| Всего эпизодов        | Всего эпизодов                       | 16                  | 13                  | 13                  | 13                  | 12                  | 8                   | 16                  | 91                  |

Приглашённые актёры основного состава:
- Клайв Расселл — Саймон Фрейзер, лорд Ловат[англ.] (сезон 2)
- Ян Туаль — отец Александр Феригольт (сезон 4)
- Сера-Лис Макартур — Джоихон (сезон 4)
- Гейл Морис — Цотевех (сезон 6)

* ↑  В первом и втором сезонах (по одному эпизоду в каждом) роль маленького Роджера сыграл Рори Бёрнс.

* ↑  В одном эпизоде второго сезона маленькую Брианну сыграла Ниам Юэлл.

* ↑  В одном эпизоде второго сезона юного лорда Джона сыграл Оскар Кеннеди.

* ↑  В одиннадцати эпизодах второго сезона и одном эпизоде третьего сезона юного Фергюса Фрейзера сыграл Роман Беро.

## Производство

### Создание
Права на экранизацию книг Дианы Гэблдон были приобретены компанией Джима Колберга Essential Entertainment. Рональд Д. Мур в течение нескольких лет уговаривал Колберга отказаться от идеи снять полнометражный фильм и разрешить ему заняться адаптацией книг в телесериал, и Колберг в конце концов согласился.
Проект экранизации саги «Чужестранка» Муру предложили его жена Терри Дресбак и сопродюсер Мэрил Дейвис, обе большие поклонницы романов Гэблдон. Мэрил Дейвис призналась, что мечтала об этом проекте десять лет. Мур и Дейвис встретились с Гэблдон и провели целую неделю обсуждая с ней книги, персонажей и разные варианты подходов к экранизации. Гэблдон отозвалась о сценарии, предложенном ей Муром, как о «первом сценарии, основанном на моих книгах, который во время чтения не заставлял меня то белеть, то краснеть». 17 июля 2012 было объявлено о начале работы над экранизацией для кабельных каналов, права на которую приобрела компания Sony Pictures Television. В своем блоге на Facebook Мур пообещал фанатам, что экранизация будет «близкой к оригиналу».
25 июля 2013 американский кабельный телеканал Starz официально объявил о запуске нового телесериала. Для Sony Pictures TV «Чужестранка» стала первым проектом в сотрудничестве со Starz.
Продюсированием сериала занялись собственная продюсерская компания Мура Tall Ship Productions, американская компания Джима Колберга Story Mining and Supply Company и британская компания Left Bank Pictures при участии Sony Pictures Television. Причем телеканалу Starz было предоставлено эксклюзивное право на премьерный показ в США, а Sony Pictures Television — права на трансляцию за пределами США.

### Подбор актёров
Рональд Д. Мур первоначально предполагал, что исполнительница на роль Клэр будет найдена легко, а кастинг на роль такого идеального персонажа как Джейми займёт длительное время, однако Сэм Хьюэн оказался первым актёром, который присоединился к телепроекту 9 июля 2013 года. Тобайас Мензис был вторым актёром, официально заявленным 8 августа 2013 на двойную роль Фрэнка и Джонатана Рэндаллов. 4 сентября 2013 года Грэм Мактавиш и Гэри Льюис присоединились к актёрскому составу в роли братьев Дугала и Колума Маккензи. 11 сентября 2013 года, всего за месяц до начала съёмок, было объявлено об утверждении ирландской актрисы и бывшей модели Катрины Балф на главную роль. Мур отметил: «Поиски Клэр Рэндалл оказались долгими и сложными, потому что её роль очень важна для успеха нашего шоу. Повествование в „Чужестранке“ идёт от лица Клэр, и вся история воспринимается её глазами, и было очень важно найти подходящую для этого актрису». В октябре 2013 к основному составу также присоединились обладательница «Серебряного леопарда» Лотта Вербек в роли Гейлис Данкан и Лора Доннелли в роли Дженни, сестры Джейми. На большинство ролей были выбраны актёры из Великобритании (и, в частности, из Шотландии).
Сам Рональд Д. Мур и Диана Гэблдон появились в камео в серии «Собрание». Актёр Фрейзер Хайнс, чей персонаж Джейми Маккриммон из сериала «Доктор Кто» вдохновил Гэблдон на серию книг, также был приглашён для камео в первом сезоне.
Первым актёром, прошедшим кастинг для второго сезона, оказался исполнитель роли пса Бутона.
В июне 2015 была объявлена основная часть новых членов команды актёров. Роберт Кавана был выбран на роль Джареда Фрейзера, Эндрю Гауэр — на роль принца Карла Эдуарда Стюарта, Рози Дэй — на роль Мэри Хокинс, Лоренс Добеш — на роль Александра Рэндалла, брата Джонатана Рэндалла. В актёрский состав также вошли несколько французских актёров: Стэнли Вебер в роли графа Сен-Жермена, Марго Шателье в роли Аннализ де Марильяк, бывшей возлюбленной Джейми Фрейзера
и Доминик Пинон, известный по фильмам Жана-Пьера Жёне, в роли таинственного мэтра Раймона.
В июле 2015 к сериалу присоединились титулованная британская актриса Фрэнсис де ла Тур в роли матери Хильдегард, настоятельницы Обители Ангелов, и французский актёр Лионель Ленжельсер в роли короля Людовика XV.
Рональд Д. Мур также подтвердил, что персонажи Лотты Вербек и Тобайаса Мензиса вернутся во втором сезоне.

### Подготовка
Писательница Диана Гэблдон была назначена официальным консультантом телесериала.
В постоянный состав съёмочной группы были включены консультанты по гэльскому языку, консультант по акцентам, консультант по оружию и тренер по верховой езде.
Перед съёмками Рональд Д. Мур организовал для актёров, которые должны были играть горцев XVIII века, уроки гэльского и верховой езды. Единственным участником основного состава, владеющим гэльским, оказалась Катрина Балф, которой по сценарию не требовалось говорить по-гэльски. Актёр Грэм Мактавиш, который в телесериале произносит по-гэльски большие куски текста, признался, что гэльский ему нравится, но он находит его сложным для изучения. А Грант О’Рурк отметил, что предпочёл бы автобус лошади.
В рамках рекламной кампании телесериала с помощью Аава О’Бройна, консультанта по гэльскому, были сняты несколько уроков гэльского языка, поясняющие произношение имён Гейлис, Лири, Колум; названия замка Лиох, кромлеха Крейк-на-Дун, и некоторых часто употребляющихся в телесериале выражений.

### Сценарий
В основу сценария первого сезона легла первая книга серии «Чужестранка» (1991). Мур выступил автором сценария нескольких серий. По сравнению с книгой в сценарий были внесены некоторые изменения: расширена роль Фрэнка Рэндалла и переработаны персонажи Руберта и Ангуса.
Каждый сезон сериала основан на одном романе книжной серии. Таким образом, второй сезон основан на втором романе серии «Стрекоза в янтаре» (1992), третий адаптирует третий роман «Путешественница», а четвёртый — четвёртый роман серии, «Барабаны осени»; пятый и шестой сезоны основаны на пятом и шестом романе серии, соответственно, — «Огненный крест» и «Дыхание снега и пепла».

### Места съёмок
Съёмки телесериала начались в Шотландии в октябре 2013 и закончились в августе 2014. Съёмки второго сезона начались весной 2015 года и проходили так же в Шотландии. Специально для съёмок «Чужестранки» в пригороде Камбернолд, недалеко от Глазго, была оборудована студия.
Город Инвернесс 1940-х снимался в Фолкленде, а кромлех Крейк-на-Дун в Раннох-Мур. Натурные съёмки замка Лиох проходили у стен замка замка Дун и дворца Куросс. Натурные съёмки форта Уильям — в замке Блэкнесс, а помещения — во дворце Линлитгоу.

### Музыка
Композитором телесериала стал лауреат премии «Эмми» Беар Маккрири, с которым Рональд Д. Мур уже сотрудничал ранее во время работы над телесериалами «Звёздный крейсер „Галактика“» (2003—2009) и «Каприка» (2010—2011).
Во вступительной теме телесериала использована народная шотландская песня «The Skye Boat Song» в ритме вальса, рассказывающая о побеге Карла Стюарта на остров Скай после поражения в битве при Каллодене. Оригинальная лирика песни была заменена на менее известную версию Роберта Льюис Стивенсона, стихотворение «Спой мне о том, кто уплыл на Скай…» (англ. Sing Me A Song Of A Lad That Is Gone), изменённое таким образом, чтобы речь шла от женского лица. Песню во вступительной теме исполнила певица Райа Ярбруг.
В качестве основы для саундтрека были выбраны мотивы шотландской народной музыки и шотландские музыкальные инструменты — народная скрипка, волынка, аккордеон, вистл и боуран — при поддержке струнного оркестра и в сопровождении вокала.
Саундтрек первой части первого сезона телесериала был выпущен под лейблом Madison Gate Records и Sparks & Shadows 8 февраля 2015.

### Костюмы
Художник по костюмам Терри Дресбак пыталась создать аутентичную одежду XVIII века насколько это возможно. В частности, форма солдат британской армии была сшита специально для телесериала, потому что вся форма, которую можно было взять напрокат, была неправильного оттенка алого цвета От ярких расцветок клановых тартанов, описанных в книгах Гэблдон и в реестре тартанов, было решено отказаться, и для телесериала было разработано несколько оригинальных расцветок. Для каждого из актёров, изображающих шотландских горцев, были выбраны разные способы ношения килта.
В первом сезоне подробно продемонстрирован процесс надевания английского женского платья XVIII века и большого пледа.

## Показ
Премьера телесериала состоялась 9 августа 2014 года в США на телеканале Starz. Показ в Австралии (SoHo) и Канаде (Showcase) начался через несколько дней после премьеры в США.
15 августа 2014 года, сразу же после премьеры первой серии, было объявлено о продлении сериала на второй сезон из как минимум 13 серий.
Телесериал также транслировался в следующих странах: Германия (Passion), Дания (Viaplay), Ирландия (RTÉ2), Испания (Movistar), Китай (Youku), Латинская Америка (MovieCityPlay), Новая Зеландия (Lightbox), Норвегия (Viaplay), Нидерланды (HBO), Россия (SET), Швеция (Viaplay), Япония (Hulu). В Великобритании, в которой проходили съёмки сериала, официальная трансляция началась только через полгода после премьеры в США, 25 марта 2015 через сервис Amazon Prime Instant Video.
Первые восемь серий первого сезона транслировались на телеканале Starz еженедельно с 9 августа по 27 сентября 2014 года. Трансляция оставшихся восьми серий началась после полугодового перерыва, 4 апреля 2015 года. В Шотландии показ телесериала был начат с большим опозданием — лишь 26 марта 2015 года, предположительно из-за того, что он мог повлиять на ход референдума о независимости Шотландии, прошедшего в сентябре 2014 года (на что указывает раскрытая недавно информация из WikiLeaks с документами из внутренней переписки телеканала Sony). Премьера второго сезона состоялась 9 апреля 2016 года.
1 июня 2016 года, в двадцатипятилетнюю годовщину со дня публикации «Чужестранки» Гэблдон, было объявлено о продлении сериала на третий и четвёртый сезоны. Премьера третьего сезона состоялась 10 сентября 2017 года, а четвёртого — 4 ноября 2018 года. 9 мая 2018 года сериал был продлён на пятый и шестой сезоны, каждый из которых будет состоять из 12-и эпизодов.

## Реакция

### Рейтинги
Первую серию посмотрело 720 тысяч телезрителей, а за выходные этот показатель вырос до 2,3 миллионов. С учётом просмотров в сети и в записи (дополнительные 1,4 миллиона) сериал «Чужестранка» показал лучший старт в истории канала Starz. К третьей серии аудитория выросла: 1,003 миллионов посмотрели серию во время её выхода, 1,7 миллионов — в субботу вечером, и 2,39 миллионов — в выходные дни. Седьмая серия первого сезона («Свадьба»), которую в течение первых трёх дней после показа посмотрели 3,8 миллионов зрителей (включая просмотр в записи), побила рекорд популярности среди оригинальных передач Starz, который до этого принадлежал пятой серии телесериала «Спартак: Месть».
Восьмая серия («По обе стороны») показала рекордное количество для оригинальных сериалов Starz зрителей-женщин в день премьеры. Девятую серию («Расплата») в день премьеры посмотрели 1,22 миллионов, на 69 % больше, чем первую серию.

### Критика
«Чужестранка» получила в основном положительные отзывы на сайтах Metacritic и Rotten Tomatoes. Rotten Tomatoes описал сериал как «уникальную, убедительную адаптацию исходного романа, воплощенную в жизнь с помощью роскошных декораций и мощной химии между главными персонажами».
Газета The Huffington Post назвала первую серию «шедевром удивительной глубины». Entertainment Weekly отметила премьеру сериала рейтингом A и описала её как «сексуальную, умную и волнующую». Блог журнала New York также положительно отозвался о сериале, охарактеризовав его как «нетипичный: частично любовный роман в жанре фэнтези, частично рассказ о путешествии во времени и частично военная драма (происходящая в двух разных временных периодах)». Сайт The A.V. Club присвоил первым шести сериям рейтинг А и отметил, что сериал «делает для Шотландии 1743 года то же, что „Аббатство Даунтон“ для Англии 1912» и «полностью не укладывается ни в один жанр».
Показ телесериала также вызвал всплеск туристической активности в Шотландии, в основном среди туристов из США.

### Социальные сети
Согласно рейтингу Нильсена телесериал «Чужестранка» в Twitter был самым обсуждаемым телесериалом в день премьеры, и вторым самым обсуждаемым телесериалом в день премьеры второй половины первого сезона.
Рекламная кампания телесериала в социальных сетях несколько раз номинировалась на премию Shorty Awards в категории «Лучшее использование мема» (за мем «Hey Lassie») и «Лучшее использование анимированных GIF».
Среди обычной сувенирной продукции с атрибутикой телесериала, телеканал Starz также предложил 8-дюймовую картонную фигурку Джейми Фрейзера. «Карманный Джейми», которого можно было купить в официальном интернет-магазине или скачать на сайте телеканала и распечатать, получил большую популярность среди фанатов в Twitter.

### Награды и номинации
Телесериал дважды получал приз зрительских симпатий «Выбор народа» и приз «Выбор телевизионных критиков», а также был номинирован на «Золотой глобус».
| Год  | Премия                           | Категория                                                                    | Номинант                                   | Результат |
| ---- | -------------------------------- | ---------------------------------------------------------------------------- | ------------------------------------------ | --------- |
| 2014 | «Выбор телевизионных критиков»   | Самый захватывающий новый сериал                                             | «Чужестранка»                              | Победа    |
| 2014 | TV Guide Awards                  | Лучшая пара                                                                  | Сэм Хьюэн и Катрина Балф                   | Победа    |
| 2014 | TV Guide Awards                  | Лучший драматический телесериал                                              | «Чужестранка»                              | Победа    |
| 2014 | Hollywood Post Alliance Awards   | Лучшая работа с цветом на телевидении                                        | Стив Портер / MTI Film (серия «Сассенах»)  | Номинация |
| 2015 | People’s Choice Awards           | Любимое научно-фантастическое или фэнтези-шоу на кабельном телевидении       | «Чужестранка»                              | Победа    |
| 2015 | «Сатурн»                         | Лучшая телеактриса                                                           | Катрина Балф                               | Победа    |
| 2015 | «Сатурн»                         | Лучший телеактёр                                                             | Тобайас Мензис                             | Номинация |
| 2015 | «Сатурн»                         | Лучший телеактёр второго плана                                               | Сэм Хьюэн                                  | Номинация |
| 2015 | «Сатурн»                         | Лучшая телепостановка                                                        | «Чужестранка»                              | Номинация |
| 2015 | Прайм-таймовая премия «Эмми»     | Лучшая музыка к телесериалу                                                  | Беар Маккрири (серия «Сассенах»)           | Номинация |
| 2015 | EWwy Awards                      | Лучший драматический телесериал                                              | «Чужестранка»                              | Победа    |
| 2015 | EWwy Awards                      | Лучшая актриса (драма)                                                       | Катрина Балф                               | Победа    |
| 2015 | EWwy Awards                      | Лучший актёр (драма)                                                         | Сэм Хьюэн                                  | Победа    |
| 2015 | EWwy Awards                      | Лучший актёр второго плана (драма)                                           | Тобайас Мензис                             | Победа    |
| 2015 | Irish Film and Television Awards | Лучшая актриса (драма)                                                       | Катрина Балф                               | Номинация |
| 2015 | Irish Film and Television Awards | Восходящая звезда                                                            | Катрина Балф                               | Номинация |
| 2016 | «Золотой глобус»                 | Лучший телесериал (драма)                                                    | «Чужестранка»                              | Номинация |
| 2016 | «Золотой глобус»                 | Лучшая женская роль в телесериале (драма)                                    | Катрина Балф                               | Номинация |
| 2016 | «Золотой глобус»                 | Лучшая мужская роль второго плана в мини-сериале, телесериале или телефильме | Тобайас Мензис                             | Номинация |
| 2016 | People’s Choice Awards           | Любимое научно-фантастическое или фэнтези-шоу на кабельном телевидении       | «Чужестранка»                              | Победа    |
| 2016 | People’s Choice Awards           | Любимая телеактриса в научной фантастике или фэнтези                         | Катрина Балф                               | Победа    |
| 2016 | People’s Choice Awards           | Любимый телеактёр в научной фантастике или фэнтези                           | Сэм Хьюэн                                  | Номинация |
| 2016 | «Выбор телевизионных критиков»   | Самый подходящий для запойного просмотра сериал                              | «Чужестранка»                              | Победа    |
| 2016 | Costume Designers Guild Awards   | Лучший исторический телесериал                                               | Терри Дресбах                              | Ожидание  |
| 2016 | Women's Image Network Awards     | Драматический телесериал                                                     | «Чужестранка» (серия «Командир гарнизона») | Ожидание  |
| 2016 | Women's Image Network Awards     | Актриса в драматическом телесериале                                          | Катрина Балф (серия «Командир гарнизона»)  | Ожидание  |
| 2016 | Women's Image Network Awards     | Женщина-сценарист фильма или шоу                                             | Тони Графиа (серия «Метка дьявола»)        | Ожидание  |
| 2016 | Women's Image Network Awards     | Женщина-сценарист фильма или шоу                                             | Энн Кенни (серия «Свадьба»)                | Ожидание  |
| 2016 | Women's Image Network Awards     | Женщина-режиссёр фильма или шоу                                              | Анна Фёрстер (серия «Свадьба»)             | Ожидание  |